# Èider
|  | No s'ha de confondre amb el riu de Slesvig-Holstein Eider.. |

L'èider (Somateria mollissima) és un ocell de mida mitjana de la família dels ànecs, fa de 50–71 cm de llargada. Està distribuït per les costes del nord d'Europa, Amèrica del nord i est de Sibèria. Cria a l'Àrtida i algunes regions temperades del nord, però migra a zones temperades de més al sud on forma grans esbarts en la costa. Són accidentals als Països Catalans.
El nom científic prové del grec soma, somatos (cos) i érion (llana) i mollissima, superlatiu del llati mollis (suau).
Fa el niu a prop del mar, en costes i illes. Proporciona el material per farcir l'edredó i altres peces originat del plomissol del pit de la femella. Actualment, però, aquest material prové principalment d'oques domèstiques o de material sintètic. El mascle és de plomatge blanc i negre amb el clatell verd i la femella marronosa. Per alguns especialistes la subespècie v-nigra seria una espècie separada.
S'alimenta de crustacis i mol·luscs. Els musclos són el seu menjar favorit, se'ls mengen sencers, es trenquen a l'estómac i n'excreten la closca. És abundant, amb poblacions d'uns 1,5 a 2 milions d'individus a Europa i Amèrica a més dels que hi pugui haver a l'est de Sibèria.